# Пётр Сицилийский
Пётр Сицилийский (др.-греч. Πέτρος Σικελιώτης) — византийский писатель и дипломат второй половины IX века. Автор посвящённого опровержению ереси павликиан труда «Полезная история».

## Биография
Биографический сведений о Петре Сицилийском не сохранилось, кроме сообщённых им в его произведении. Написанная им «Полезная история» является одним из немногих сохранившихся греческих источников по истории павликианского движения. В книге рассказывается об его участии в посольстве по приказу императора Василия I в 869 году в Тефрику к вождю павликиан Хрисохиру. В Тефрике Пётр находил девять месяцев, ведя переговоры о мире и обмене пленными. Не преуспев, в следующем году Пётр вернулся в Константинополь, везя императору требование павликиан уступить им всю Малую Азию. В ходе своей миссии Пётр узнал о планах еретиков отправить своих миссионеров в Болгарию. Его книга является предостережением для болгарского духовенства об этой опасности, рассказом о методах, к которым прибегали павликиане, и о мерах, которые следовало предпринять. Свою работу Пётр завершил примерно в 872 году.
Вопрос об источниках, оригинальности и достоверности сведений Петра Сицилийского является дискуссионным. По мнению епископа Карапета Тер-Мкртчяна, «История» был написана в правление Алексея Комнина; такая позиция доминировала в первой половине XX века. Благодаря исследованиям Анри Грегуара по исследованию источников, относящихся к павликианскому движению, аутентичность и оригинальность труда Петра Сицилийского считается установленной. По мнению советского византиниста Р. М. Бартикяна, «История» Петра стала основой для «Повествования о вторичном произрастании манихеев» патриарха Фотия.
«Полезная история» сохранилась в единственной рукописи X века (MS, Vat. gr. 511, ff. 80v-111v). В 1604 году рукопись была обнаружена в Ватиканской библиотеке Жаком Сирмоном и опубликована Матвеем Радером в Ингольштадте, переиздана Анджело Маи в 1847 году и в 104 томе Patrologia Graeca. Первый русский перевод выполнен Р. Бартикяном. Помимо «Истории», перу Петра Сицилийского принадлежат шесть речей, обличающих «заблуждения» павликианского вероучения. Из этих речей сохранились только три, причём третья не полностью; их содержание посвящено чисто богословским вопросам.